# Guido Zappa
Guido Zappa (Napoli, 7 dicembre 1915 – Firenze, 17 marzo 2015) è stato un matematico italiano, figlio dell'astronomo Giovanni.

## Biografia
Matematico, fu professore di Geometria Analitica all'Università di Napoli dal 1947, poi di Algebra a Firenze.
È famoso soprattutto per i contributi alla teoria dei gruppi, mentre altre sue ricerche hanno interessato la geometria combinatoria, la geometria algebrica e l'analisi, oltre alla storia della matematica. Zappa è particolarmente conosciuto per l'approfondimento di alcune curve algebriche, legate agli studi di Francesco Severi che fu suo maestro.
Fu Socio dell'Accademia Nazionale dei Lincei dal 1977; il 2 aprile 1980 divenne Socio dell'Accademia delle Scienze di Torino.